# Alejandro Peralta
Alejandro Peralta Miranda (Puno, 16 de abril de 1899 - Lima, 30 de mayo de 1973) fue un poeta indigenista peruano, considerado el más vanguardista y rupturista del Grupo Orkopata.

## Biografía
Nació el 16 de abril de 1899 en Puno, Perú, hijo de Demetrio Peralta y María Miranda. Fue hermano de Arturo Peralta, conocido como Gamaliel Churata, poeta y líder cultural. Su infancia transcurrió entre Puno y Arequipa, ciudad de origen paterno..
Realizó sus estudios primarios en el Centro Escolar N.º 881 de Puno, bajo la dirección del educador José Antonio Encinas. Sin embargo, debido a problemas familiares, no pudo completar la educación secundaria. Durante su adolescencia, trabajó en el taller de zapatería de su padre. A los 18 años, comenzó a desempeñarse como recaudador de impuestos, labor que lo llevó a recorrer diversas regiones del Perú, incluyendo El Collao, Cusco, Iquitos y Lima. Combinó su trabajo con la lectura y la creación poética.
Fue miembro del grupo Orkopata, liderado por su hermano Arturo, el cual reunía a poetas puneños y del sur del Perú con un fuerte enfoque en la temática indígena y la cultura andina. Alejandro Peralta publicó con el psudónimo Godoy Hernández y Alfonzo Cajal en revistas y periódicos como La Voz del Obrero, El Crepúsculo y Ritmos Andinos, así como en la revista literaria La Tea (1917) y participó en la edición del Boletín Titikaka (1926-1929).
Tras jubilarse de su función pública, retomó la escritura y publicó dos poemarios en los últimos años de su vida. Falleció en Lima el 30 de mayo de 1973, víctima de un accidente de tránsito.

## Obra literaria
Alejandro Peralta dejó un legado literario marcado por su conexión con el mundo andino y la reivindicación de la identidad indígena a través de la poesía. Sus principales publicaciones incluyen:
- Ande (1926), que incluye xilografías de Domingo Pantigoso y fue publicado con la tipografía de José Herrera.
- El Kollao (1934), publicado con el apoyo del poeta Enrique Bustamante.

- Poesía de entretiempo (1968) Premio Nacional de Fomento a la Cultura en 1969.
- Tierra-aire (1971), en el que hace referencia a artistas y políticos como Magda Portal, Carlos Oquendo de Amat, el Che Guevara, Fidel Castro y Javier Heraud.
- Al filo del tránsito (póstumo, 1974)

A continuación, un ejemplo de su poesía, de su etapa final:

VERSOS DEL ABUELO
a Adita
Susanita
Dianita
Norita
Milagritos
Nelson

"Dejad que los niños vengan a mí"

dijo la voz de un florido corazón.
 
Esa perfumada voz

tiene su casa en mi corazón.

Aprended de los pequeñuelos

que saben leer en mi corazón,

corren, gritan, cantan, posan sus deditos

sobre las espinas de mi corazón.

Son mi pan del día

dueños de la luz,

¿cómo hacer con todos en mi corazón?

Ruiseñor canario jilguero perico codorniz gorrión
 
por favor pasadles la voz

que está abierto de par en par mi corazón.

(De Tierra-aire)

### Ande(1926)
El poemario Andre fue publicado en 1926, en la época de la «crisis del Estado oligárquico», según la periodización de la literatura peruana de García Bedoya.Este periodo se caracterizó por la influencia de las ideas anarquistas y la emergencia de partidos políticos como el APRA y el Partido Comunista Peruano, así como la difusión del movimiento indigenista en distintos ámbitos intelectuales. En Ande, se puede encontrar una de las características de la vanguardia indigenista: el ultraorbicismo (la unión del hombre andino y el cosmos). Esta vanguardia tiene una gran relevancia para la literatura peruana, ya que tiene una naturaleza nacionalista, reivindicativa y descentralista. Asimismo, de acuerdo con Gamaliel Churata, Ande fue escrita sin la influencia de literatura relacionada con ismos como el dadaísmo, el ultraísmo, el creacionismo y otras tendencias.   
El título del poemario Ande puede hacer referencia a la zona geográfica del altiplano y a la conjugación del verbo «andar», lo cual simboliza la idea de transición. Esta última idea está reflejada en algunos poemas, así como temas como la ingenuidad, lo primitivo y lo mágico. Los epígrafes del libro citan a autores occidentales como Schelling, Goethe, Valéry y Kant, por lo que también se puede apreciar la búsqueda de la coexistencia entre lo occidental y el mundo andino. En la obra también se puede apreciar la dicotomía entre términos relacionados con la cosmovisión andina y a lo urbano y moderno, lo cual enriquece la manera en la que el paisaje andino es presentado en este poemario. En ese sentido, Ande es un homenaje a la geografía altiplánica, en el que Peralta demuestra su amor a los paisajes y la cosmivisión andino mediante recursos expresivos en una temática regional.

### El Kollao(1934)
En El Kollao, se propone una poética que apuesta por la coexistencia de la modernidad y las raíces andinas. En este poemario se vuelve a hacer homenaje a la geografía altiplática: Peralta menciona el nombre de los pueblos andinos y crea personajes: el cholo de Paukarkolla, los indios de Pauchinta, la isla de Capachica, las balsas de Amantaní, los campesinos de Huaraya, entre otros.
En este poemario también se empleó el uso de coloquialismos (lo cual se relaciona a un registro menos elevado), el artículo antes del nombre propio, palabras en quechua o aimara y el empleo constante de los diminutivos permiten observar la transculturación en esta obra (la concurrencia de diferentes frentes culturales, como el indígena y el occidental).

## Influencia
Alejandro Peralta es fundamental para la fundación de la literatura nacional del Perú, ya que perteneció al grupo de literatos que fomentaban el despertar de una conciencia nacional, al igual que Gamaliel Churata, Emilio Armaza y Ezequiel Urbiola. El poeta perteneció al grupo Orkopata, el cual, según su fundador, buscaba expresar al indio: «Allí, en Orkopata, vivíamos, pensábamos y escribíamos con los indios y en indio. De ahí el indigenismo que nosotros propugnábamos no ha sido comprendido».Este grupo, al igual que otros colectivos que surgieron en las provincias peruanas (como el Grupo Resurgimiento de Cuzco o el Grupo Norte de Trujillo), permitieron que los problemas relacionados con la situación de los indígenas sean visibilizados.

## Apreciaciones críticas
Su poesía acrecida por una esencia vital tiende a recoger la travesía del Ande, ofrece el ambiente sureño de la nueva fe del Perú profundo, afirmada desde las raíces del Lago Titicaca. Vanguardista a su modo, sus versos recogen el sentimiento de tristeza y desolación cargada por imágenes ilusionistas, que entremezclan la expresión de la naturaleza, y desde luego, la independencia de su fe creadora, entre elocuente, plástica y surrealista.
César Toro Montalvo

Renovó el tono y el carácter de la poesía indianista; y en sus últimas expresiones, logró una sobriedad intensa, a veces sentenciosa, con una proyección entrañable.
Alberto Tauro del Pino

¿De dónde la importancia de la poesía de Peralta? Fundamentalmente reside en lo que podría llamarse la nueva versión de lo indio. Esa versión consiste en el empleo de un instrumento distinto al tradicional: un verso descoyuntado, a base de imágenes, y de imágenes vanguardistas, ágiles, deportivas, plásticas. Cuando, por ejemplo, habla de "las gaviotas bataclanas", introduce en el tema andino la contrafigura de las bailarinas del Ba-Ta-Clan de Madame Rasimi de París que, en ese momento, habían visitado Sud-América y desencadenado, desde Buenos Aires y Santiago, una oleada de compañías de revistas frívolas, picantes. El indio se emancipa de la tutela de las grandes abstracciones para caer en manos de los pequeños ídolos escénicos contemporáneos.
Luis Alberto Sánchez

César Vallejo también escribió sobre Alejandro Peralta en 1926, en el Boletín Titicaca:

Siga Ud. por su vía. Puede estar seguro que sus poemas quedarán. Son ellos de los versos que andan y viven. Lo demás está en los estantes y eso, nos tiene sin cuidado!!!
César Vallejo

## Reconocimientos
En 2024, el Ministerio de Cultura del Perú reconoció como Patrimonio Cultural de la Nación a las primeras ediciones de Ande (1926) y El Kollao (1934), por su importancia en el vanguardismo indigenista peruano y por las singularidades que estas unidades bibliográficas presentan, como dedicatorias autógrafas a José Carlos Mariátegui, José María Eguren, Alberto Ureta y Raúl Porras Barrenechea.